# Mongolchironomus mongolkeleus
Mongolchironomus mongolkeleus är en tvåvingeart som beskrevs av Sasa och Suzuki 1997. Mongolchironomus mongolkeleus ingår i släktet Mongolchironomus och familjen fjädermyggor. Inga underarter finns listade i Catalogue of Life.